# Marcel Dettling

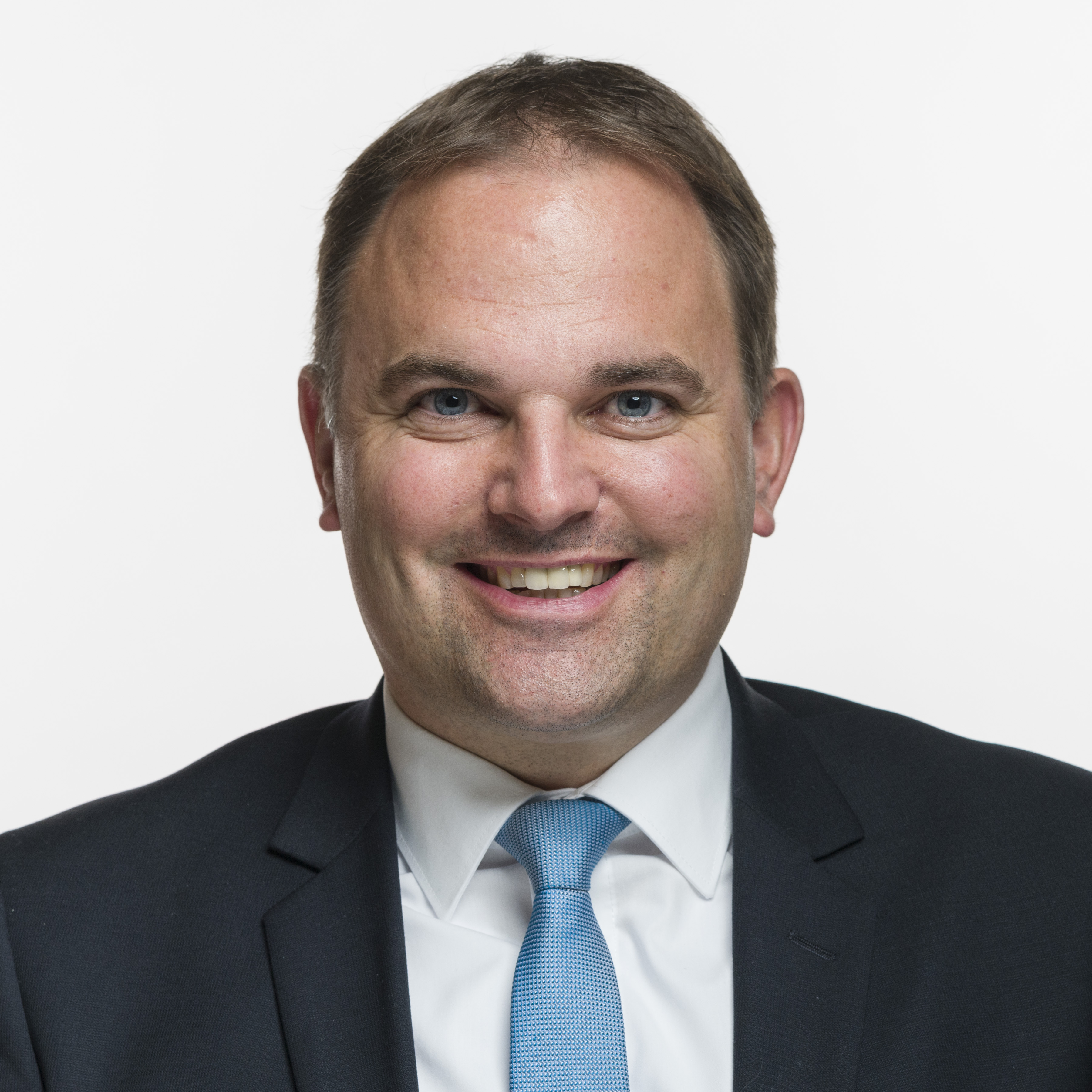
Marcel Dettling (2019)

Marcel Dettling (* 1. Februar 1981 in Einsiedeln; heimatberechtigt in Oberiberg) ist ein Schweizer Politiker (SVP). Seit 2015 ist er Mitglied des Nationalrats und seit Frühjahr 2024 Präsident der SVP Schweiz.

## Biografie
Dettling besuchte sechs Jahre die Primarschule in Oberiberg und drei Jahre die Sekundarschule in Unteriberg. Danach absolvierte er ein landwirtschaftliches Lehrjahr in Yverdon-les-Bains und eines in Rapperswil-Jona. Danach folgten zwei Jahre in der Winterschule Pfäffikon SZ. Mit 21 Jahren übernahm er den Kälbermast-Betrieb seiner Eltern. Er arbeitet heute noch als Landwirt, den Hof führt jedoch hauptsächlich seine Frau Priska. Seit 2015 ist er im Vorstand der Bauernvereinigung Kanton Schwyz und im Vorstand des Zentralschweizer Bauernbundes. 2019 wurde er zum Präsidenten des Schweizer Kälbermäster-Verbands (SKMV) gewählt. Dettling ist verheiratet, hat drei Kinder und wohnt in Oberiberg.

## Politische Laufbahn
1998 gehörte Dettling zu den Gründungsmitgliedern der JSVP Schwyz. 2008 wurde er in den Schwyzer Kantonsrat gewählt, dem er bis 2016 angehörte. Bei den Schweizer Parlamentswahlen 2015 wurde er in den Nationalrat gewählt. Er verdrängte dabei den damals amtierenden SP-Fraktionspräsidenten Andy Tschümperlin. Bei den Wahlen 2019 und 2023 wurde er im Amt bestätigt. 2023 leitete er den SVP-Wahlkampf, die Partei konnte um 2,3 Prozentpunkte zulegen. Zurzeit (Stand: Januar 2024) ist er Mitglied in der Kommission für Umwelt, Raumplanung und Energie, zuvor war er in der Kommission für Wirtschaft und Abgaben sowie der Kommission für Wissenschaft, Bildung und Kultur. Er ist seit 2018 Mitglied des Parteileitungsausschusses der SVP Schweiz, ab 2022 als Vizepräsident und seit dem 23. März 2024 in Nachfolge von Marco Chiesa als Präsident der SVP Schweiz. Dettling bezeichnet sich selbst als wertkonservativ und zählt sich zum rechten Parteiflügel.